# Pachynoa spilosomoides
Pachynoa spilosomoides is een vlinder uit de familie van de grasmotten (Crambidae). De wetenschappelijke naam van deze soort is voor het eerst voorgesteld als Pitacanda spilosomoides door Frederic Moore in een publicatie uit 1886.
De soort komt voor in Sri Lanka en de Filipijnen.